# Gastronomía de Sikkim
En la gastronomía de Sikkim, en el noreste de la India, el arroz es un alimento básico y los alimentos fermentados constituyen tradicionalmente una parte importante de la cocina.La cocina india es popular, ya que Sikkim es el único estado de la India con una mayoría étnica los indios Gorkhas. Muchos restaurantes en Sikkim sirven varios tipos de cocina nepalí, como las cocinas Limbu, Newa y Thakali. La gastronomía tibetana también ha influido en la cocina sikkimesa. La combinación de varias cocinas ha dado como resultado una cocina específica.

## Agricultura

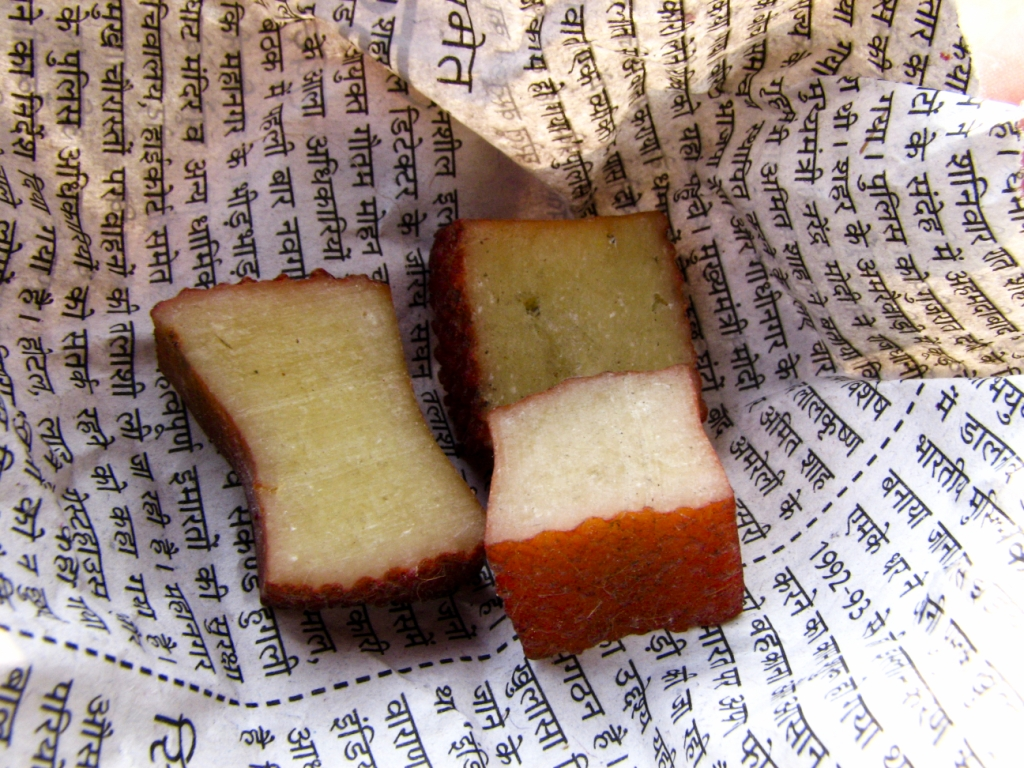
Chhurpi

La geografía y los modos de producción de alimentos dentro de Sikkim informan la cultura alimentaria dentro del estado. La economía de Sikkim es principalmente agraria. Debido al terreno montañoso del estado, gran parte de la tierra no es apta para la agricultura, por lo que el cultivo en terrazas, particularmente de arroz, es común. Además del arroz, Otros cultivos de cereales cultivados en Sikkim incluyen trigo, maíz, cebada y mijo. También se cultivan patata, jengibre, naranja (fruta), té y cardamomo. Sikkim produce la mayor cantidad de cardamomo  de cualquier estado indio, alrededor de 4200 toneladas anuales. Las verduras que se cultivan comúnmente incluyen el tomate, el brócoli y el iskus.
Aunque los productos lácteos y, en menor medida, carne y huevos son elementos comunes de la dieta sikkimesa, la ganadería desempeña principalmente un papel subsidiario en el sector agrícola de Sikkim. Se crían bovinos, ovejas, cabras, cerdos y yaks. El 11,7% de la población de las zonas rurales de Sikkim es vegetariana.
En 2016, Sikkim se convirtió en el primer "estado orgánico" de la India después de convertir completamente sus tierras agrícolas a prácticas agrícolas sostenibles.

## Alimentos fermentados y platos comunes

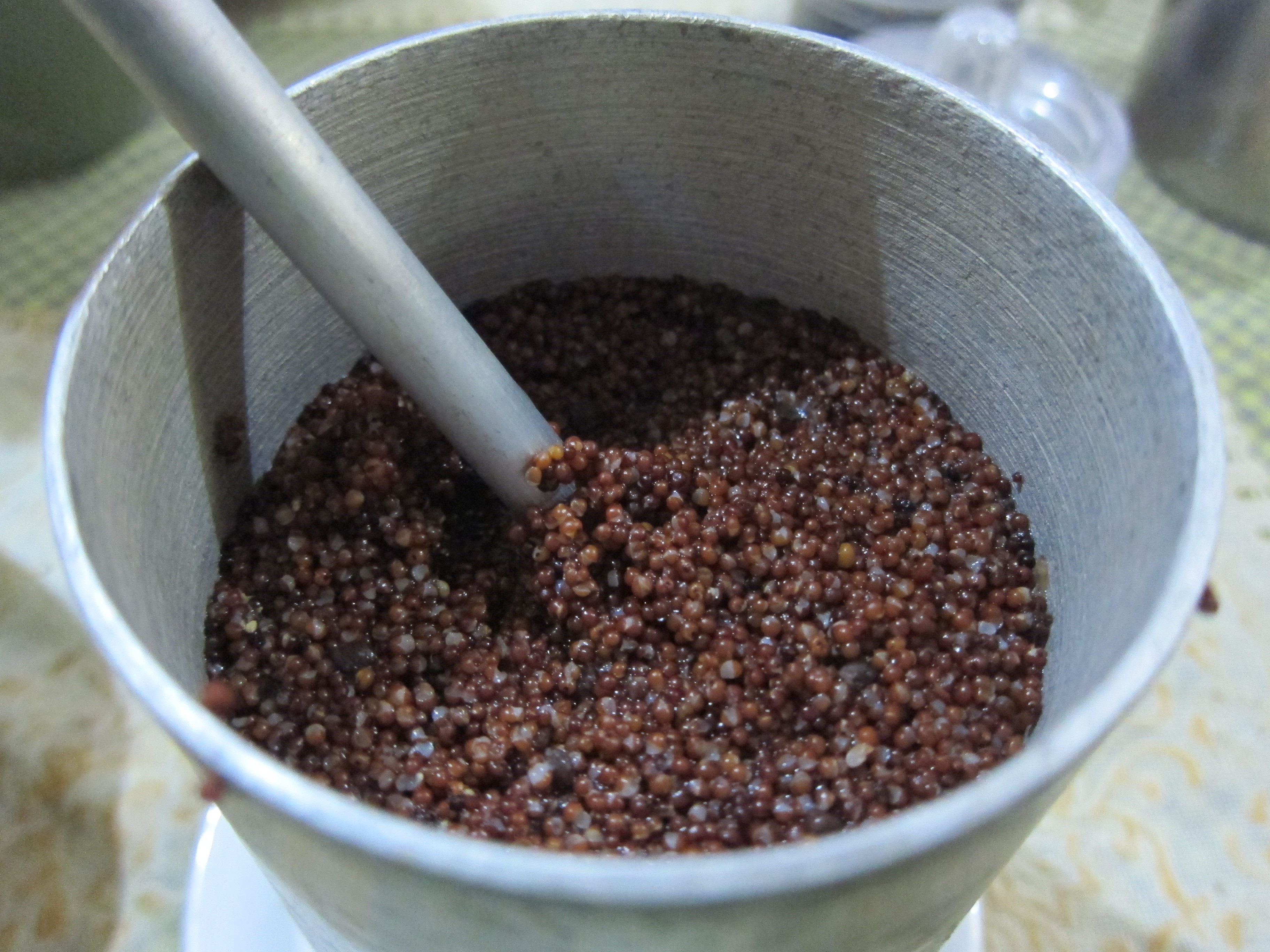
Tongba es una bebida sikkimesa hecha de mijo fermentado: se agrega agua tibia al mijo y se consume el líquido.

Los alimentos fermentados son una parte integral de la cocina sikkimesa y representan el 12,6% del consumo total de alimentos en el estado. Las encuestas indican que el 67,7% de los sikkimeses preparan alimentos fermentados en casa en lugar de comprarlos. Esto sugiere que la mayor parte de la fermentación se realiza a nivel doméstico con las notables excepciones del chhurpi y marchaa (un cultivo iniciador para la fermentación), que se compran en los mercados.
Se producen diversas bebidas alcohólicas fermentadas mediante la introducción de marchaa en el grano de cereal y la posterior sacarificación y fermentación en un recipiente hermético. Se utilizan habitualmente mijo, arroz y maíz. El grano se lava, se cuece, se combina con marchaa, luego se sacarifica en una olla de barro durante aproximadamente 1 a 2 días y luego se fermenta durante 2 a 8 días.
Ejemplos de alimentos fermentados tradicionales son kinema, gundruk, sinki, maseura y khalpi. Las bebidas fermentadas tradicionales incluyen chyang, tongba, raksi y kodo ko jaanr.

### Platos
Las comidas sikkimesas suelen seguir un patrón bhat-dal-tarkari-achar (arroz, legumbres, curry y pepinillos).

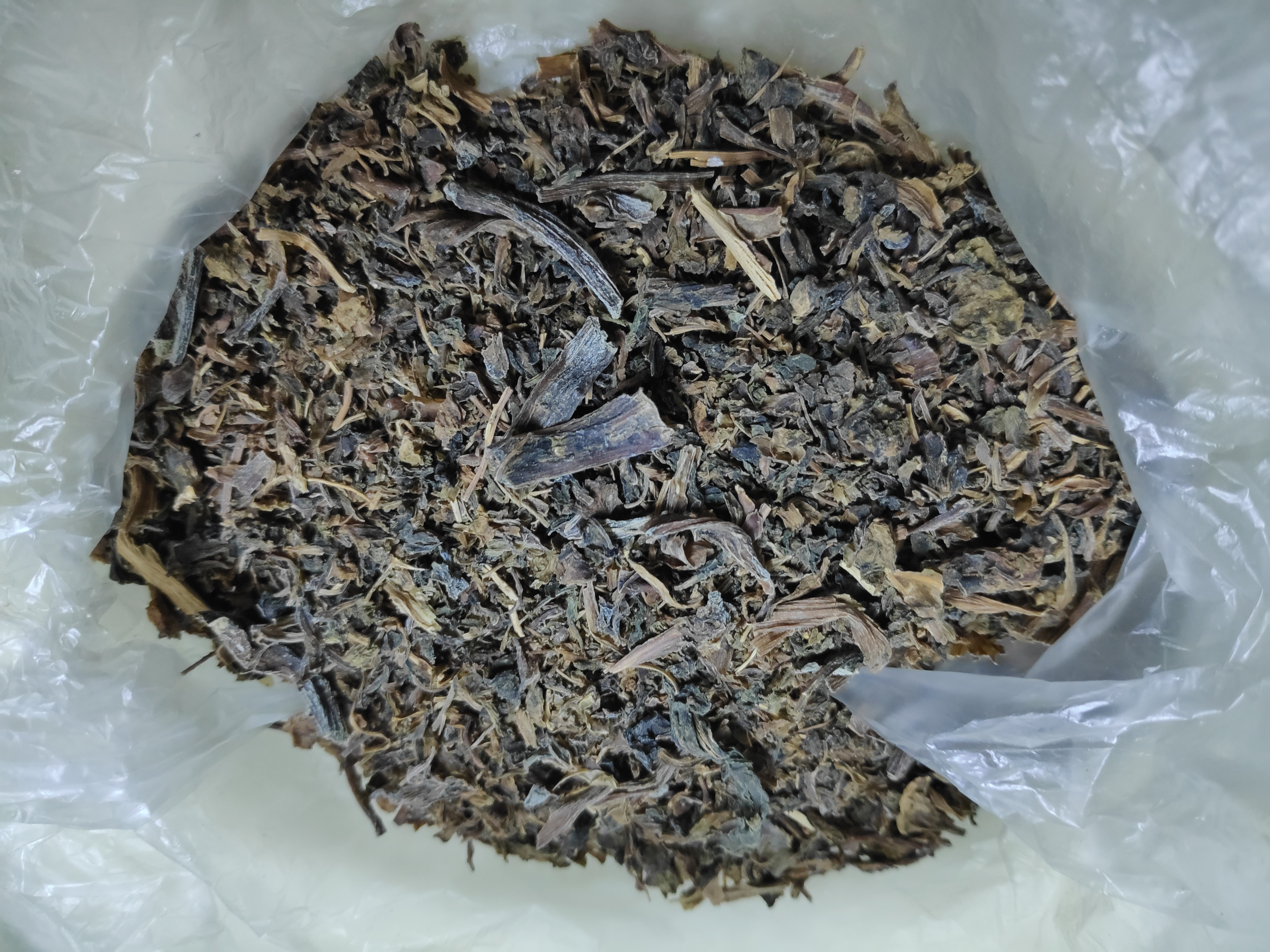
Gundruk (Verduras de hojas secas)

| Nombre    | Descripción |
| --------- | --- |
| Chhurpi   | Queso tradicional del Himalaya elaborado con suero de leche. Existen dos variedades de chhurpi, una es una variedad blanda que generalmente se come como guarnición y una variedad dura que se mastica. |
| Dal bhat  | Arroz hervido y legumbres. A menudo se cocina con cebolla, ajo, jengibre, chile, tomates o tamarindo y se sirve con un vegetal tarkari |
| Dhindo    | Comida nepalesa preparada añadiendo gradualmente harina a agua hirviendo. |
| Gundruk   | Verdura de hoja verde fermentada de Nepal. Las hojas sobrantes de mostaza, rábano y coliflor se recogen, se trituran, luego se sellan en una olla de barro y se almacenan en un lugar cálido. |
| Kinema    | Plato nepalí de soja fermentada, tradicionalmente combinado en una sopa con arroz, pero a veces servido como guarnición con arroz o pan. |
| Momo      | Bola de masa al vapor popular en todo el Himalaya y el subcontinente indio. Esta comida suele asociarse con los pueblos tibetanos y nepalíes. Se rellena con carne picada o verdura como chayote o repollo en un rollo de masa y luego se cuece al vapor. Se come con sopa de verduras o carne y achar de tomate. |
| Phagshapa | Plato nepalí de tiras de grasa de cerdo guisadas con rábanos y chiles secos. |
| Sel roti  | Pan de arroz nepalés con forma de anillo y de sabor dulce. Se prepara comúnmente durante los festivales Dashain y Tihar. |
| Sinki     | Verdura fermentada nepalí que se prepara triturando raíces de rábano y almacenándolas durante aproximadamente un mes en un agujero sellado. |
| Shabhaley | Pan tibetano relleno de carne de res sazonada y repollo. |
| Thukpa    | Sopa de fideos tibetanos con verduras o carne. |